# Формализм Швингера — Келдыша
Формализм Швингера — Келдыша — общий подход к решению задачи эволюции неравновесной квантовомеханической системы. Также известен как формализм замкнутого временного контура, или in-in-формализма. Такой способ удобен для описания систем при наличие переменных по времени полей. Подход основана на использовании неравновесной функции Грина.